# 2 Pułk Grenadierów Wielkopolskich
2 Pułk Grenadierów Wielkopolskich im. Bolesława Chrobrego – oddział piechoty Wojska Polskiego we Francji.
Sformowany we Francji na podstawie polsko-francuskiej umowy z 9 września i protokołu wykonawczego z 21 września 1939, pułk wziął udział w drugim etapie kampanii francuskiej. Walczył między innymi na pozycji pośredniej linii Maginota na odcinku Saary. Wziął udział w bitwie pod Lagarde. Prowadził Działania opóźniające nad kanałem Marna-Ren. Bił się w okolicach Raon l'Etape.
Pułk za kampanię francuską otrzymał Krzyż Srebrny Orderu Virtuti Militari nr 13308.

## Formowanie
Sformowany na podstawie rozkazu dowódcy oddziałów polskich we Francji gen. Stanisława Maczka z 13 listopada 1939 jako 2 pułku piechoty. Od 3 maja 1940 przyjął nazwę 2 Pułku Grenadierów im. Bolesława Chrobrego. Pułk organizował się w obozie Coëtquidan w Bretanii. Warunki życia w obozie, zwłaszcza w pierwszych miesiącach, były spartańskie. Nie było stołów, ławek, łóżek, koców i pościeli. W połowie grudnia 1939 pułk przeniesiony został w rejon Plelan le Grand, 35 km na południowy zachód od Rennes.
Umundurowanie żołnierzy stanowiły błękitne mundury francuskie z okresu pierwszej wojny światowej, oraz kepi, berety lub furażerki. Dla wielu brakowało obuwia. W kwietniu 1940 pułk otrzymał nowe mundury i oporządzenie. Na naramiennikach mundurów francuskich noszono polskie stopnie wojskowe, a na nakryciach głowy znak orła.
Karabinem grenadiera był przestarzały karabin Lebela, a bronią zespołową ciężki karabin maszynowy Hotchkiss. Radiostacje ER-17 i ER40 też nie gwarantowały utrzymania stałej łączności.

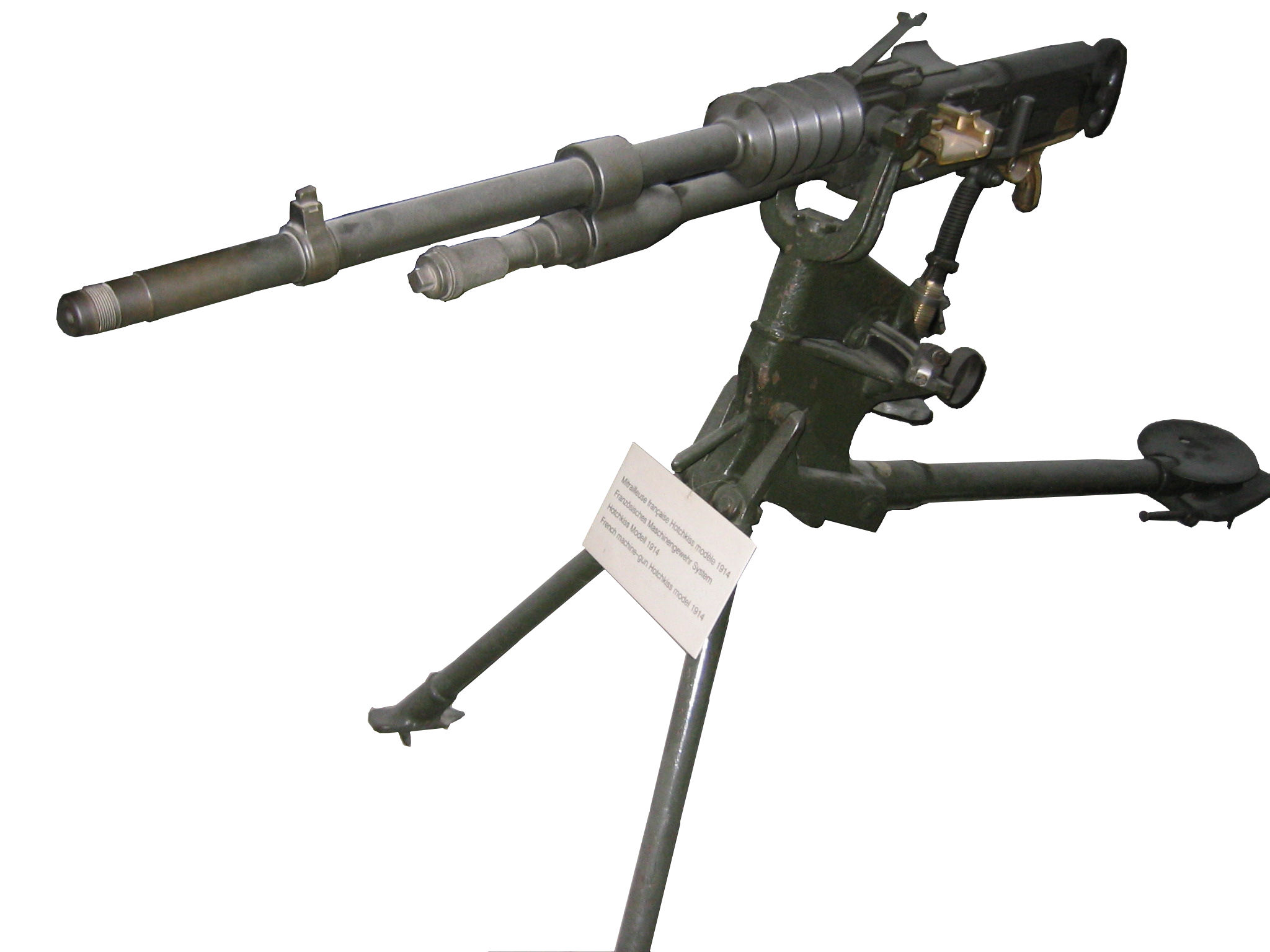
ciężki karabin maszynowy Hotchkiss stanowił uzbrojenie zespołowe batalionów

Tabor pułku był zmotoryzowany. Do przewożenia amunicji w strefie walki służyły bardzo dobre ciągniki gąsienicowe (nie posiadały jednak uzbrojenia). Kuchnie polowe oraz biedki sprzętowe posiadały zaprzęg konny.
Pułk składał się z żołnierzy przybyłych z kraju i pochodzących z emigracji, głównie z Francji. Z kraju pochodziło około 25% stanu osobowego pułku. Niemal cały korpus oficerski pochodził z Polski. Jego połowę stanowili oficerowie służby stałej. Środowisko oficerskie i szeregowi czasami oskarżało starszych oficerów o klęskę wrześniową. Oficerowie rezerwy zajmowali na ogół niższe etaty oficerskie. Podoficerowie z emigracji nie prezentowali wysokiego poziomu wiedzy i umiejętności. Szeregowi pułku pochodzący z kraju wywodzili się głównie spośród żołnierzy września internowanych w Rumunii i na Węgrzech oraz spośród młodzieży szkolnej przepojonej duchem patriotyzmu. Narażała ona często życie i zdrowie, by dostać się do oddziałów polskich i walczyć o wolność kraju. Trzon środowiska grenadierskiego stanowili jednak żołnierze posiadający obywatelstwo polskie, ale na stałe zamieszkali na emigracji, głównie we Francji. Większość z nich ulegała agitacji komunistycznej i antywojennej rozpowszechnianej we francuskich środowiskach robotniczych. Początkowo lekceważyli oni zewnętrzne formy dyscypliny oraz domagali się lepszego traktowania. Ich wymagania socjalne były znacznie wyższe niż żołnierzy pochodzących z kraju. Wymagali oni długotrwałej i systematycznej pracy wychowawczej.

## Działania zbrojne
Przegrupowanie pułku w strefę przyfrontową w Dolnej Lotaryngii rozpoczęto 16 kwietnia 1940. Wspólnie z innymi oddziałami 1 DGren pułk stanowić miał odwód francuskiej 4 Armii. W dalszym ciągu organizował się i szkolił.
15 maja 1940 1 Dywizję Grenadierów skierowano do odwodu dowódcy 2 Grupy Armii gen. Gastona Pretelata. 2 pułk wykonał marsz w rejon Lunéville.

### Walki na pozycji pośredniej
Zgodnie z rozkazem dowódcy 1 DGren pułk, w nocy z 14 na 15 czerwca przyjął ugrupowanie bojowe. W pierwszym rzucie bronił się 1 i 2 batalion na rubieży Loning-Vittersbourg, a w drugim rzucie, w rejonie Marimont, pozostawał 3 batalion. Grenadierów wspierała artyleria pod dowództwem płk. Brzeszczyńskiego z rejonu Albestroff.
Rankiem 15 czerwca Niemcy rozpoczęli ogniowe przygotowanie ataku. O 10:00 dwa pułki 268 Dywizji Piechoty gen. Strobbe rozpoczęły atak wzdłuż Albé. Dwie godziny później polskie placówki wycofały się za rzekę, a saperzy wysadzili mosty. Intensywny pojedynek ogniowy trwał bez przerwy. W godzinach popołudniowych Niemcy wznowili natarcie. Tym razem bez powodzenia.
Niemcy przełamali jednak obronę francuskiego 291 pułku piechoty. Zagrożone zostało obejściem lewe skrzydło pułku. płk Ziętkiewicz skierował na zagrożony odcinek 10 kompanię. Nie dotarła ona jednak na czas. Dopiero wypad plutonu asp. Wardzińskiego z 2 kompanii uratował sytuację. Niemcy wycofali się dopiero pod ogniem działek ppanc. i artylerii ciężkiej. Około godz. 20:00 dowódca pułku wydał rozkaz wycofania się. 3 batalion wzmocniony szwadronem motocyklistów, plutonem ckm i 2 działkami ppanc, działając jako oddział wydzielony miał zająć rejon Marimont i Guinzeling. 1 i 2 batalion miały zająć stanowiska nad jeziorem Lindre i nie dopuścić do jego obejścia od północy i południa.
Walka rozpoczął 16 czerwca o 7:00 3 batalion. Jego lewy sąsiad – batalion francuskiego 291 pułku wycofywał się. Zostało zagrożone skrzydło polskiego oddziału wydzielonego. W tej sytuacji mjr Brzozowski wydał również rozkaz wycofania się w kierunku lasu Bride. Opóźnianie pościgu otrzymał szwadron motocyklistów wzmocniony działkami przeciwpancernymi. W walkach odwrotowych poległo 9 żołnierzy, 20 zostało rannych, a kilkunastu zaginęło.
Na odcinku pozostałych batalionów Niemcy pojawili się około 15:00 i obsadzili wzgórze na wschód od Dieuze. Artyleria rozpoczęła ostrzał polskich pozycji, a piechota, wsparta czołgami wyparła Francuzów z Dieuze. Około 17:00 przeciwnik rozpoczęło się natarcie. Duże straty poniosła 7 kompania kpt. Sośnierza. Utrzymała jednak swoje pozycje obronne. Niemcy nie wznawiali już natarcia, jedynie nocą nękali polskich żołnierzy ogniem artylerii. W tym czasie dowódca batalionu dokonał luzowania 7 kompanii i do walki wprowadził 6 kompanię kpt. Beraka. 1 batalion, obsadzający stanowiska na południe od jeziora Lindre, nie brał w tym dniu udziału w walkach.

### Pod Lagarde
Wieczorem 16 czerwca płk Ziętkiewicz przegrupował swoje pododdziały. Na lewym skrzydle oddziałów wydzielonych, na linii Dieuze – Azoudange pozostał 2 batalion z 2 dal z zadaniem prowadzenia działań opóźniających w kierunku południowym. Na linię kanału Marna – Ren wszedł 1 batalion z zadaniem obrony przepraw w rejonie Lagarde. Odwód w rejonie Vaucourt stanowił 3 batalion.
Natarcie Niemców na odcinku 2 batalionu rozpoczęło się następnego dnia o 6:00. Początkowo była atakowana 5 kompania. Odparła ona jednak uderzenie. Około 9:00 Niemcy wyparli 5 i 7 kompanię poza Gueblange i nacierali dalej na Donnelay. Dowódca batalionu zdecydował wycofać swoje pododdziały najpierw do Gelacourt, a później na Lagarde.
1 i 3 batalion przybyły na odcinek Lagarde w godzinach rannych. Sytuacja stała się bardzo złożona z chwilą, gdy do miasta wjechały czołgi niemieckie a polscy saperzy byli zmuszeni wysadzić mosty. Czata z 3 kompanii przeprawiła się przez kanał wpław, a czata z 10 kompanii została okrążona i zniszczona w lesie du Priere. Od 15:00 artyleria nieprzyjaciela ostrzeliwała Vaucourt i drugi rzut obrony. Dowódca pułku nakazał 3 kompanii kpt. Aleksandra Florkowskiego wzmocnić obronę i zająć stanowiska w lesie Vaucourt. W tym czasie patrole nieprzyjaciela zaczęły przenikać na południową stronę kanału. Walczyła z nimi 1 kompania dowodzona przez por. Zarembę.
Sytuacja na odcinku obrony pułku stawała się krytyczna. W tej sytuacji dowódca piechoty dywizyjnej, płk Grabowski sformował z żołnierzy 1 i 2 batalionu 1 pułku grenadierów, oddział pod dowództwem mjr. Szydłowskiego, z zadaniem: wesprzeć walkę 2 pułku grenadierów. Toczyły się ciężkie walki o utrzymanie linii kanału.
Przed wieczorem Niemcy spotęgowali uderzenie na lewym skrzydle bronionym przez 10 kompanię. Żołnierze zaczęli się wycofywać. Dowódca kompanii widząc, że nie opanuje paniki, dal rozkaz wycofania się i zbiórki kompanii poniżej fortów. Wieczorem kompania wycofała się w kierunku na Vaucourt. Duże zagrożenie wystąpiło też w rejonie lasu Garenne bronionego przez zdziesiątkowaną 3 kompanię. W celu wzmocnienia jej pozycji, dowódca pułku skierował tu mjr. Brzozowskiego z 11 kompanią wzmocnioną moździerzami i działkami przeciwpancernymi. Nie dotarła ona jednak na czas i obrona została przerwana. Wyprowadzane polskie kontrataki nie przynosiły spodziewanych rezultatów. Niemcy nie zostali jednak zepchnięci poza kanał.
Krytyczna sytuacja spowodowała, że dowódca dywizji osobiście zorganizował, odwód i wyprowadził kontratak. Grenadierzy uderzyli przy zapadającym zmroku. Około 23:00 przeciwnik został powtórnie wyparty na północną stronę kanału. Straty 1 batalionu dochodziły do 50%, a w 3 batalionie były niewiele mniejsze. W kompaniach ckm utracono 40% sprzętu. W nocy pułk uporządkował swoje linie obronne. Batalion mjr. Brzozowskiego ponownie obsadził 11 kompanią i plutonem broni towarzyszącej las Garenne, nawiązując styczność z 2 /3 pułku grenadierów. Pozostałe siły batalionu zajęły pozycje obronne na drogach wyprowadzających z Lagarde.
Od rana 18 czerwca rejon obrony pułku atakowała niemiecka 268 Dywizję Piechoty. Pojedynek ogniowy artylerii doprowadził do zerwania natarcia, ale i straty po stronie polskiej były znaczne. Natarcie piechoty niemieckiej rozpoczęło się o 10:00. Główne uderzenie skierowane było na zachód od Lagarde. Mimo dużych strat podeszła ona na niebezpieczną dla obrońców odległość. W celu wzmocnienia obrony dowódca piechoty dywizyjnej skierował tu jedną kompanię 3 pułku. Lewe skrzydło oddziału było również zagrożone. W wyniku intensywnych działań lotnictwa, przełamana została obrona francuskiego pułku. Walki ze zmiennym szczęściem trwały do 16:00
W wyniku poniesionych strat grenadierzy wycofali się. Część 11 kompanii została odcięta i dostała się do niewoli. Ostatnie pododdziały 2 pułku opuściły rejon Xousse około 18:00 i wycofały się na Embermenil lub w rejon 1 pułku. Wieczorem pułk przegrupował się w rejon Baccarat, gdzie, zgodnie z decyzją dowódcy 20 Korpusu, miał przejść na odpoczynek.
W bitwie pod Lagarde poległo około 250 żołnierzy, ponad 700 było rannych i 150 zaginęło. Zniszczona została większość ciężkich karabinów maszynowych, moździerzy i armatek, a także wiele innego sprzętu. Pododdziały, wskutek poniesionych strat, nie były zdolne do podjęcia natychmiastowej walki. Walki toczyły się w czasie, gdy marszałek Pétain zwrócił się do Niemców z prośbą o zawieszenie broni. W wojskach francuskich nastąpiło załamanie woli walki. Polacy posiadali świadomość kolejnej klęski.

### Działania opóźniające pod Baccarat i Raon l'Etape
19 czerwca w godzinach rannych oddziały 1 dywizji znalazły się w lesie w rejonie na 2 pułk zajął rejon na wschód od Baccarat. Przystąpiono do reorganizacji pododdziałów. Łącznie liczyły one ok. 600 żołnierzy.
Zreorganizowany 1 batalion składał się z dwóch kompanii po ok. 80-100 żołnierzy, Dowodzili nimi kpt. Malak i kpt. Budzyński. W ich skład weszły również żołnierze 2 batalionu. W 3 batalionie trzon stanowiła 11 kompania kpt. Gwoździa w sile około 120 żołnierzy oraz 10 kompania licząca około 80 żołnierzy. Batalion wzmocniony był plutonem broni towarzyszącej i plutonem ckm.
Podczas odtwarzania zdolności bojowej 2 pułk grenadierów, wzmocniony plutonem przeciwpancernym, otrzymał zadanie: zorganizować obronę na północ od wzgórza 324, między szosami Baccarat – Merviller i Baccarat – Gelacourt. Dowództwo w rejonie obrony pułku objął szef sztabu – mjr dypl. Wiktor Bielski. Dowódca pułku nadal reorganizował pododdziały.
Jako pierwsza styczność z nieprzyjacielem nawiązała 11 kompania. Zmusiła ona patrole niemieckie do wycofania się i obsadziła wzgórze pod Gelacourt. Pozostałe pododdziały zajęły stanowiska nieco później. Tego dnia przeciwnik nie prowadził aktywnych działań, a jednocześnie utrzymywał kontakt swymi patrolami z broniącymi się polskimi pododdziałami. Ciężkie walki rozpoczęły się o świcie następnego dnia. Pozycje 11 kompanii zaatakowała piechota wspierana ogniem artylerii i moździerzy oraz lotnictwem. Niemcom nie udało się pokonać obrońców od czoła, zaatakowali więc z kierunku wschodniego sąsiada. O 7.30 sytuacja była krytyczna. Kompania wycofała się pod osłoną ognia działek przeciwpancernych i moździerzy.
Pomimo kilkakrotnych prób wznowienia natarcia oraz znacznych strat poniesionych przez obydwie strony Niemcy nie zdołali przełamać obrony pułku. Grenadierzy byli skutecznie wspierani ogniem artylerii i moździerzy. Największe niebezpieczeństwo wynikało z odsłonięcia lewego skrzydła, skąd o 9:00 wycofały się oddziały francuskiej 52 Dywizji.
W tej sytuacji o 10:00 mjr Bielski rozpoczął wycofanie pułku z zajmowanych pozycji. Nowe stanowiska zostały obsadzone na skraju lasu, około 2 km na południe od Baccarat. Od 15:00 do 17:30 o tę rubież toczono zażarte walki. Polacy, ostrzeliwani przez dywersantów wycofali się zachodnim brzegiem Meurthe w rejon na zachód od Raon l'Etape.
W mieście panował ogromny chaos. Burmistrz Raon l'Etape, podobnie jak Baccarat, ogłosił miasto otwartym dla przeciwnika. W rejon pułku przybyły też oddziały zgrupowania fortecznego płk. Dagnana. To wszystko wręcz uniemożliwiało przygotowanie i prowadzenie obrony. Podczas pobytu dowódcy 2 pułku w dowództwie dywizji z Raon l'Etape wycofał się bez walki i bez uprzedzenia Polaków francuski 133 pułk forteczny i miasto zajęli Niemcy. 2 pułk obsadzający stanowiska w rejonie na zachód od Raon l'Etape został odcięty od głównej drogi łączącej go z pozostałymi oddziałami dywizji. Płk
Ziętkiewicz i jego adiutanta ppor. Podolski powracający z odprawy natknęli się na Niemców i zginęli w walce.
21 czerwca w godzinach rannych pułk, pozbawiony rozkazów dalszego działania obsadził stanowiska na zachód od Raon l'Etape, oczekując na zluzowanie przez francuski 51 pułk kolonialny. Gdy Francuzi nie zjawili się, a zaistniało zagrożenie całkowitego okrążenia i odcięcia od dywizji, mjr Bielski wraz z mjr. Wroną zdecydowali wycofać pułk wzdłuż rzeki Meurthe w kierunku na Sto Die. Po oderwaniu się od przeciwnika i połączeniu się z pozostałością 2 pułku grenadierów mjr Bielski dowiedział się, że o godz. 8:00 dowódca dywizji wydał rozkaz rozwiązania oddziałów.

### Wykonać 4444
W godzinach rannych 21 czerwca gen. Duch wydał rozkaz nadania sygnału „4444”. Ocenił on, że oddziały dywizji wypełniły z nawiązką swój obowiązek wobec sojusznika i ich działanie dobiegło końca.
Dywizja polska była okrążona, a w najbliższej okolicy nie było jednostek francuskich zdolnych do prowadzenia zorganizowanych działań bojowych.
Do pododdziałów 2 Pułku Grenadierów sygnał dotarł w godzinach przedpołudniowych. W zaistniałej sytuacji mjr Bielski zarządził zbiórkę oddziału i ogłosił decyzję o rozwiązaniu 2 pułku grenadierów. Przystąpiono do palenia dokumentów i niszczenia sprzętu. Część dokumentów została zabezpieczona, zapakowane do skrzyń, które następnie zakopano. Niszczono też broń, by nie dostała się w ręce Niemców. Powszechnie obawiano się, że wobec Polaków Niemcy nie będą tak tolerancyjni, jak wobec żołnierzy francuskich. Żołnierze samorzutnie organizowali się w grupy i przedzierali przez pierścień okrążenia. Były to małe grupki, które podejmowały wysiłek dotarcia na południe Francji lub do Szwajcarii, a często i do domów rodzinnych.

### Dalsze losy grenadierów
Wskutek plotki, że Niemcy nie biorą Polaków do niewoli, wielu żołnierzy świadomie dołączało do jednostek francuskich, licząc na łagodniejsze traktowanie. Oficerowie i żołnierze pochodzący z kraju najczęściej próbowali przedostać się na południe Francji i stamtąd do Wielkiej Brytanii. Wielu dotarło do Marsylii i dalej na wyspy brytyjskie. Część przeszła granicę szwajcarską i została internowana. Wielu podczas drogi powrotnej do domów dostała się do niewoli niemieckiej i przebywali w obozach do końca wojny. Inni wstępowali do francuskiego ruchu oporu i nadal walczyli z Niemcami.

## Struktura organizacyjna i obsada personalna
Organizacja i obsada personalna pułku

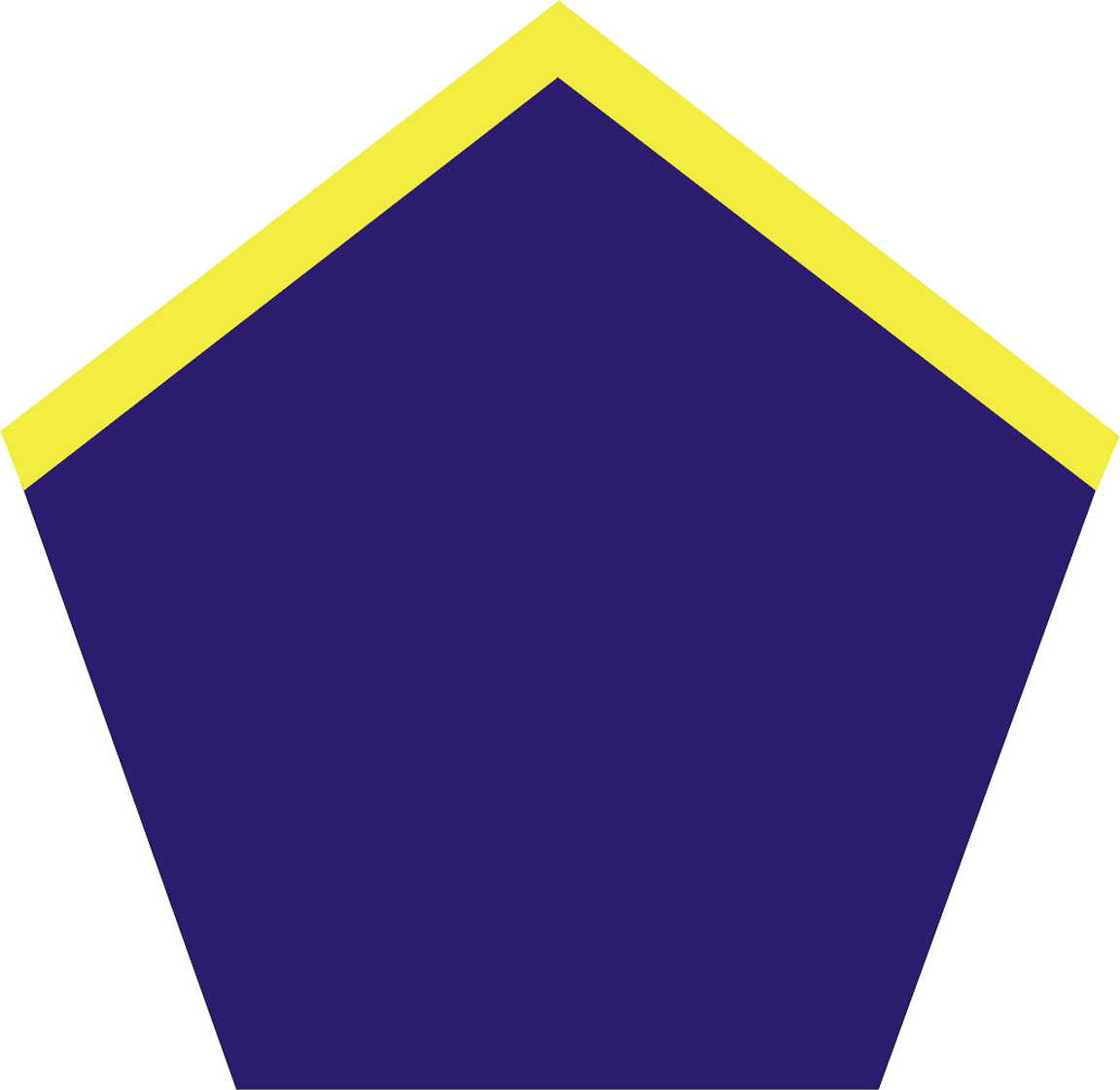
patka na kurtkę oficerską

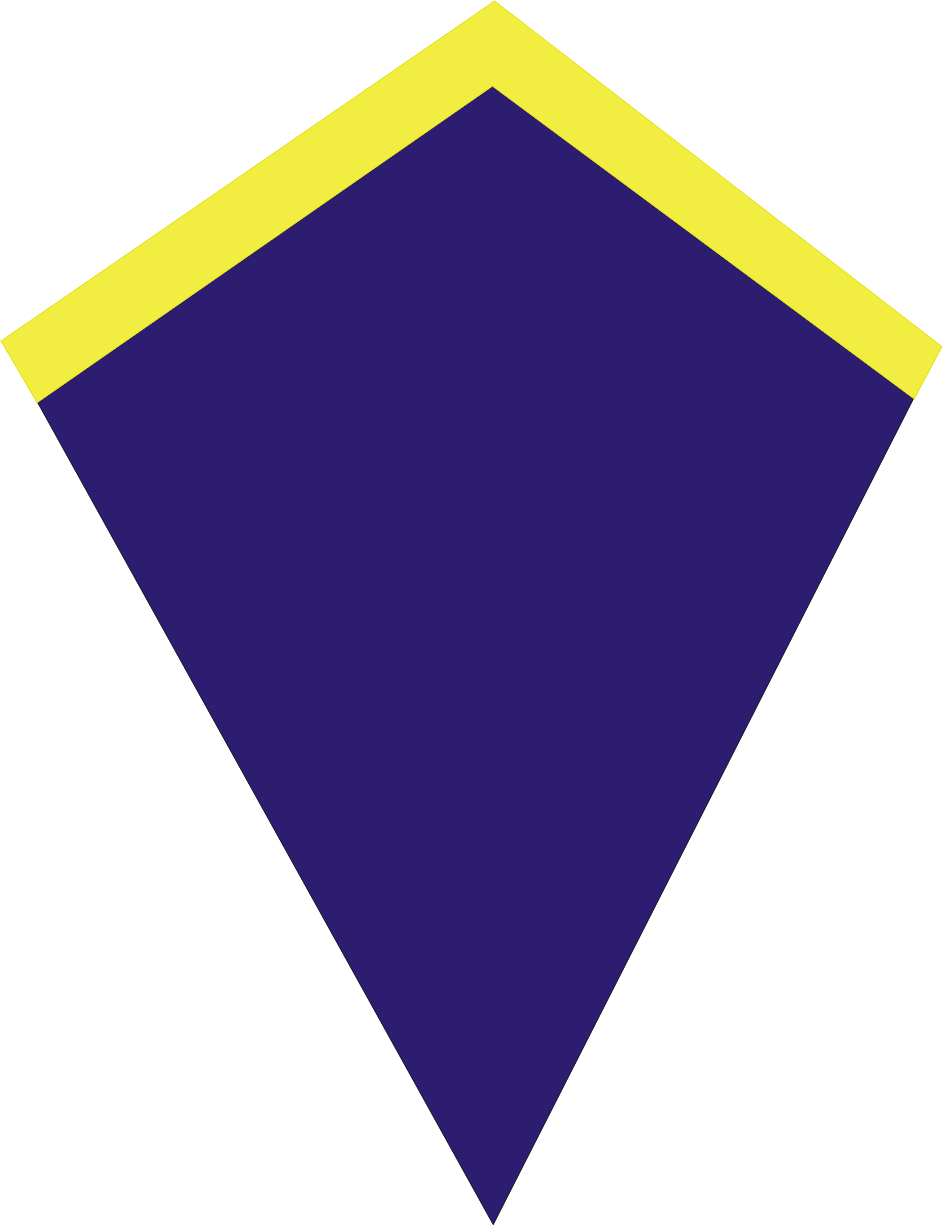
patka na kurtkę szeregowca

dowódca pułku – płk Jan Włodarski, potem płk Władysław Ziętkiewicz
- szef sztabu – mjr dypl. Wiktor Bielski
- oficerowie dowództwa

kpt. Wolszlegier
ppor. Stanisław Podoski
ppor. Maksymoński
ppor. Jerzy Kabiś
- kapelan – ks. kpt. Wiktor Miedziński
- lekarz – mjr M. Bojarkiewicz
- lekarz weterynarii – ppor. Pazuchowski
- aptekarz – ppor. Kazimierz Trybula
- dentysta – por. Michał Jossem

kompania dowodzenia
- dowódca kompanii dowodzenia – por. kaw. Kazimierz Aleksander Gzowski
- dowódca plutonu pionierów – por. Jan Różycki
- zastępca dowódcy plutonu pionierów – asp. Górski
- dowódca plutonu rozpoznawczego – por. kaw. Emil Rosyvać
- dowódca sekcji zwiadowczej – asp. Wacław Lisowski
- zastępca dowódcy sekcji zwiadowczej – asp. Adam Konarski
- zastępca dowódcy sekcji zwiadowczej – asp. Roman Wodzicki
- dowódca plutonu łączności – kpt. piech. Stefan Kutermankiewicz[e]
- zastępca dowódcy plutonu łączności – ppor. Stefan Kowalewski
- dowódca plutonu (pocztu) – asp. Edmund Ernest

kompania gospodarcza
- dowódca kompanii gospodarczej – por. Henryk Musik
  - oficerowie kompanii

por. Stanisław Kreczmer
por. Bolesław Linke
ppor. Bogumił Domański
por. Stanisław Górnicki
ppor. Edward Kozłowski
- Dowódca kompanii broni towarzyszącej – kpt. Józef Tafelski
  - oficerowie kompanii

ppor. Feliks Kaczmarek
ppor. Zygmunt Szafran
asp. Czarkowski
asp. Wacław Śledziewski
1 batalion grenadierów
- dowódca batalionu – mjr dr Zdzisław Szydłowski

oficerowie dowództwa
kpt. Mieczysław Malak
por. Kazimierz Pełczyński
lekarz – ppor. Turski
- dowódca 1 kompanii – kpt. Tadeusz Piątkowski
- zastępca dowódcy kompanii – por. dr Jerzy Stefan Langrod
- dowódca plutonu – por. Jan Zaremba
- dowódca plutonu – por. Szulc
- dowódca plutonu – ppor. Roman Matusik
- dowódca plutonu – ppor. Bronisław Stachowiec
- zastępca dowódcy plutonu – asp. Józef Żmigrodzki
- dowódca 2 kompanii – kpt. Edward Łabno

oficerowie kompanii
por. Jan Zieliński
ppor. Antoni Wolski
ppor. Izydor Bojanowski
ppor. Władysław Łuszczak
- dowódca 3 kompanii – kpt. Adam Marian Budzyński

oficerowie kompanii
por. Franciszek Salomoński
ppor. Ryszard Mazgało
ppor. Władysław Kaczmarczyk
ppor. Kazimierz Kipmann
- dowódca 1 kompanii ckm i broni towarzyszących – kpt. Norbert Kluszczyński

oficerowie kompanii
por. Tomasz Mackiewicz
ppor. Marian Członkowski
ppor. Piętak
ppor. Leon Spirydowicz
ppor. Henryk Higersberger
- dowódca plr – kpt Jan Chodźko

ppor. Karol Zając
2 batalion grenadierów
- dowódca batalionu – mjr Franciszek Wrona

oficerowie dowództwa
kpt. Tadeusz Gawdzik
por. Tadeusz Rekucki
ppor. Stefan Bojdol
asp. Bem
- dowódca 5 kompanii – kpt Karol Domiter

oficerowie kompanii
por. Antoni Zawadzki
por. Jan Skawiński
ppor. Alfred Hem
ppor. Wierzbicki
asp. Władysław Leszczyński
- dowódca 6 kompanii – kpt. Stanisław Berak

oficerowie kompanii
por. Tadeusz Grylaszewski
ppor. Snopkowski
ppor. Roman Łukaszkiewicz
ppor. Koprowicz
- dowódca 7 kompanii – kpt. Jan Sośnierz

oficerowie kompanii
por. Bolesław Fiałek
ppor. Stanisław Lisek
ppor. Jan Koprowski
ppor. Pstrąg-Pstrowski
asp. Szczepański Karol
- dowódca 2 kompanii ckm i broni towarzyszących – kpt. Stanisław Dzięciołowski

oficerowie kompanii
por. Kamiński
ppor. Witold Zabojski
ppor. Kazimierz Bemacki
ppor. Bolesław Broniszewski
ppor. Stryczek
asp. Stefan Olesiński
- dowódca plr – ppor. Wojdyno

asp. Rychter
3 batalion grenadierów
- dowódca batalionu – mjr Michał Brzozowski
- zastępca dowódcy batalionu – kpt. Feliks Rodowicz
- lekarz – ppor. Stanisław Sychta
- dowódca plutonu łączności – ppor. Wiktoryn Krótki
- zastępca dowódcy plutonu łączności – asp. Wandukiewicz
- dowódca plutonu dowodzenia – ppor. Józef Kossowski
- zastępca dowódcy plutonu dowodzenia – asp. Mieczysław Wnuk
- dowódca sekcji zaopatrzenia – asp. Franciszek Woś
- zastępca dowódcy sekcji zaopatrzenia – asp. Samuel Katz
- dowódca 9 kompanii – kpt. Stanisław Dobija

oficerowie kompanii
por. Antoni Lutrzykowski
ppor. Kamiński
ppor. Leon Jezierski
ppor. Władysław Gosztyła
ppor. Michał Łaszewski
- dowódca 10 kompanii – kpt. Jan Kaucz

oficerowie kompanii
ppor. Bolesław Duda
ppor. Buschbaum
ppor. Benedykt Lipczyński
ppor. Poliwacz
ppor. Marian Mizer
asp. Tadeusz Then
- dowódca 11 kompanii – kpt. Izydor Gwóźdź

por. Jan Majeranowski
ppor. Mulczyński
ppor. Anastazy Łukjaniec
ppor. Przybylski
asp. Kobielski
- dowódca 3 kompanii ckm i broni towarzyszących – kpt. Aleksander Florkowski

oficerowie kompanii
por. Wiesław Wykowski
ppor. Aleksander Tanana
ppor. Hieronim Wiatr
ppor. Wojciech Szeliga
ppor. Aleksander Kapis
ppor. Zbigniew Bogdański
- dowódca plr – ppor. Jan Frączak

asp. Józef Kossowski
Francuscy oficerowie łącznikowi
oficer łącznikowy przy sztabie pułku – mjr Eloi Combet
oficer łącznikowy przy sztabie 1 batalionu – kpt. Henri Campagne
oficer łącznikowy przy sztabie 2 batalionu – kpt. Jean de Montivault
oficer łącznikowy przy sztabie 3 batalionu – por. Pierre Houlier
oficer łącznikowy przy oficerze płatniku – por. Marcel Selosse

## Symbole pułku
Sztandar

Na prawej stronie płata sztandaru znajdował się amarantowy krzyż, pośrodku wyhaftowany orzeł otoczony wieńcem laurowym. Na białych polach cyfra 2 otoczona wieńcem laurowym. Na lewej stronie płata dominował również krzyż amarantowy z napisem HONOR I OJCZYZNA otoczonym wieńcem laurowym. Na białych polach umieszczono tarcze. Na prawej dolnej tarczy herb miasta Arras, a na lewej herb miasta Neuville Sto Vaust. Na prawej górnej – biały orzeł, a na lewej napis: 9.V.1915-40 RESURGAN. Na drzewcu orzeł z białego metalu na podstawie prostokątnej z cyfrą 2, pod którym umocowano biało-czerwoną szarfę zawiązana w kokardę.
Sztandar został wykonany na zamówienie przez Zakon Sióstr Nazaretanek 49,51 Rue Vaugirard w Paryżu. Jego rozmiary wynoszą 96 cm na 97,5 cm.
9 maja 1940, przed pomnikiem ku czci Bajończyków, delegacja miasta Arras wręczyła pułkowi sztandar. Ufundowała go Federacja Inwalidów Wojennych i Byłych Uczestników I Wojny Światowej. Poczet sztandarowy stanowili: mjr Franciszek Wrona, por Jan Zaremba i st. sierż. Jakub Dusza. 13 maja sztandar przewieziono do pułku stacjonującego w Vicherey. Na początku kampanii francuskiej sztandar był przechowywany w sztabie pułku. W nocy 25(bądź 26) maja 1940 późnym wieczorem w warunkach frontowych na leśnej polanie w Crevic koło Luneville w Lotaryngii odbyło się uroczyste jego poświęcenie. 20 czerwca pułk walczył w okrążeniu. Mjr Bielski wydał rozkaz zakopania sztandaru. o 9:00 został on owinięty w pokrowiec, złożony do drewnianej skrzyni i zakopany w lasku ok. 2 km na północ od Raon l'Etape. Świadkami byli: por. Henryk Musik, por. Stanisław Górnicki, chor. Caliński, sierż. Marian Spychała i st. strz. Nalepa. Trzech uczestników: Marian Spychała, plut. Piotr Strzałka, plut. Edward Rokoszyński po trafieniu do niewoli, uciekło z niemieckiego transportu. Zaopiekował się nimi chor. Wojciech Śliwa, którego wtajemniczono w planowaną misję odkopania sztandaru. 8 lutego 1941 we czwórkę dotarli pod osłoną nocy do lasku i wykopali sztandar. Okazało się, że skrzynia jest wypełniona wodą i sztandar był przemoczony. Pan Śliwa, dobrze znający teren zaprowadził ich pod osłoną nocy do miasteczka St. Dieu gdzie zatrzymali się na krótko u tamtejszego kierownika szkoły francuskiej i tam zaczęli pracę nad osuszeniem sztandaru. Następnego dnia zapakowano cenny ładunek i wyruszono do Belfort, pozostali kilka dni w domu Francuza p. V.As. (pełne nazwisko nieznane)następnie wyruszono z zamiarem przekroczenia linii demarkacyjnej. Sztandar został „przemycony” przez sierż. Spychałe, który opasał nim swoje ciało pod ubraniem. Po przekroczeniu strefy, 14 lutego dotarli do stacji kolejowej i już 14 lutego dotarli do Lyonu gdzie zatrzymali się u oficera sztabu 1 DGren kpt. Kamienskiego, który skierował ich do Marsylii. 6 marca Spychala, Strzałka i Rokoszyński dodatkowo w asyście kpt. Aleksandra Florkowskiego tam dotarli i zameldowali się do przedstawiciela Polskich Sił Zbrojnych Juliusza Kleeberga, by przekazać uratowany sztandar.
W ciągu półtorarocznego pobytu we Francji sztandar wielokrotnie zmieniał kryjówkę. Oto lista:
od 19 lutego do 3 maja 1941 u kpt Florkowskiego w domu pani Ostrożyńskiej/
od 3 maja do 8 sierpnia 1941 na farmie Faga Brunell, comune Feyt, dept. Correze/
od 8 sierpnia do 18 listopada 1941 na farmie Gygurande u Francuza/
od 18 września 1941 do 1 czerwca 1942 na farmie Embanide Leugna, s. Save, dept. H. Garonne u p. Ursyn-Niemcewicza/
od 9 czerwca do 27 czerwca 1942 u żandarma Francuskiego p. Alfonsa Eichenbauma/
od 27 czerwca do 20 listopada 1942 u ppor J. Kossowskiego w Marsylii
W wyniku aresztowań sztandar dostał się w ręce żandarmerii francuskiej w Cassis. Żandarm Alfons Eichenlaub przechował w domu odebrany oficerom polskim sztandar, by następnie zwrócić go Polakom. W nocy z 21 na 22 września 1942 sztandar przeniesiono na brytyjską łódź podwodną, 4 dni później sztandar był już w Gibraltarze, a 1 listopada dotarł do Plymouth, potem poprzez Londyn (12 listopada) i docelowo do Cupar w Szkocji. 13 listopada 1942 kpt. Edward Łabno przekazał sztandar byłemu dowódcy 1 Dywizji Grenadierów – gen. Bronisławowi Duchowi. Sztandar początkowo zdeponowano na zamku w Gask. W lutym 1943 sztandar został wręczony 2 Batalionowi Grenadierów „Kratkowane Lwiątka”, dziedziczącemu tradycje 2 Pułku Grenadierów Wielkopolskich.
Po rozwiązaniu batalionu został on złożony w Instytucie Polskim i Muzeum im. gen. Władysława Sikorskiego w Londynie. Poczet honorowy który odwiózł sztandar stanowili ppłk Budzyński, kpt. Kuza i chor. Kiełpiński. 12 listopada 1966 sztandar udekorowany został Srebrnym Krzyżem Orderu Virtuti Militari V klasy.
Oznaki na pojazdach

Na prawym błotniku i drzwiach kabiny malowano herb Poznania.